# Мождано крварење
Мождано крварење (МК), интрацеребрално крварење или церебрално крварење је врста унутарможданог крварења које се јавља у можданом ткиву или/и можданим коморама. Узроци укључују трауму мозга, анеуризме, артериовенске малформације и туморе мозга.
Главни фактори ризика за спонтано крварење су висок крвни притисак и амилоидоза. Остали фактори ризика укључују алкохолизам, низак холестерол, разређиваче крви и кокаин.
Симптоми, који се временом погоршавају, могу укључивати главобољу, једнострану слабост, повраћање, нападе, смањен ниво свести и укоченост врата, грозница и повишена температура тела.
Дијагноза се обично поставља компјутерском томографијом. Други услови који се могу појавити на сличан начин укључују исхемијски мождани удар .
Терапија се обично спроводи у јединици интензивне неге. Препоручене смернице саветују снижавање крвног притисак на систолни притисак мањи од 140 ммХг. Разређиваче крви треба искључити, ако је могуће, а шећер у крви регулисати у нормалном опсегу. Оперативно лечење има за циљ успостављање вентрикуларне дренаже за лечење хидроцефалуса, али кортикостероиди се не смеју користити. Операција уклањања накупљене крви у лобањској дупљи је корисна у одређеним случајевима.

## Историја
Мождани удар је први пут 1823. године подељен на своја два главна типа, крварење у мозгу и недовољан проток крви кроз мозак, и тиме је направљена разлика између можданог удара услед смањеног протока крви и угрушака и крварења у можданом ткиву или/и можданим коморама.

## Епидемиологија
Морбидитет/морталитет
Мождано крварење на глобалном нивоу погађа око 2,5 од 10.000 људи годишње. Око 44% оболелих умре у року од месец дана. Прогноза је повољна код око 20% погођених људи.
Од свих случајева цереброваскуларних болести у Сједињеним Америчким Државама, на трећем месту је мождано крварење са 20% случајева, иза церебралне тромбозе која је на првом (40%) и церебралне емболије (30%) која је на другом месту.
Животна доб и полне разлике
Чешће се јавља код мушкараца и старијих људи.

## Патофизиологија
Када крв иритира ткива због трауме мозга, долази до отока можданог ткива (можданог едема). Крв се накупља и формира масу која се зове хематом, који потом врши притисак на оближње мождано ткиво, смањује проток крви и оштећује мождане ћелије.
До крварења може доћи у:
- самом ткиву мозга,
- између мозга и мембрана (можданица) које га покривају, између слојева који покривају мозак или између лобање и тих слојева.

## Фактори ризика
Постоји више фактора ризика а најчешћи су:
Велика траума
Повреда је најчешћи узрок крварења у мозгу код особа млађих од 50 година.
Висок крвни притисак
Ово хронично стање може, током дужег временског периода, ослабити зидове крвних судова. Ако се не лечи, висок крвни притисак је главни узрок дотока крви у мозак који се може спречити.
Анеуризма
Анеуризма је проширење која се појављује на ослабљеним деловима зидова крвних судова. Анеуризма може пукнути и довести до крварења у мозгу, али може довести и до можданог удара.
Аномалије крвних судова
Слабости крвних судова у мозгу и око њега могу бити урођене, а најчешће се откривају тек када особа осети симптоме.
Амилоидна ангиопатија
То је поремећај зидова крвних судова који се понекад јавља током процеса старења. Може изазвати многа мала, непримећена крварења пре него што изазове једно велико крварење.
Поремећаји крви или крварења
Хемофилија и анемија српастих ћелија могу допринети смањењу нивоа тромбоцита.
Обољење јетре
Ово стање је повезано са повећаним крварењем, због измењеног састава крви.
Тумор на мозгу

## Клиничка слика
Симптоми церебралног крварења могу бити различити и зависе од места крварења, тежине крварења, као и величине ткива у које се крв улива. Симптоми се могу појавити изненада или током времена. Могу се постепено погоршавати или се појавити изненада.
Главни знаци и симптоми су:
- изненадна јака главобоља,
- напад (грчеви),
- слабост у руци или нози,
- мучнина или повраћање,
- смањена будност; летаргија,
- промене функције чула вида,
- пецкање или утрнулост,
- тешкоће у говору или разумевању говора,
- отежано гутање,
- потешкоће у писању или читању,
- губитак финих моторичких способности, дрхтање руку,
- губитак координације,
- губитак равнотеже,
- промене у чулу укуса,
- губитак свести,
- кома.

## Дијагноза
Компјутеризована томографска ангиографија (КТА) и магнетне резонантна ангиографија (акриним МРА) су се показале ефикасним у дијагностици интракранијалних васкуларних малформација након можданог крварења. Такође КТА служи и да би се искључио секундарни узрок крварења, или да би се открио „знак тачке“.
Интрапаренхимско крварење се може препознати на КТА јер крв изгледа светлије од другог ткива и одвојена је од унутрашњег дела лобање можданим ткивом. Ткиво које окружује крварење је често мање густо од остатка мозга због едема, и стога је тамније на КТА.
Локација
У случају високог крвног притиска, мождано крварење се обично јавља у:
- путамену (50%)

- таламусу (15%),

- великом мозгу (10—20%),

- малом мозгу (10—13%),

- понсу (7—15%) или

- другде у можданом стаблу (1–6%).

## Терапија
Лечење у великој мери зависи од типа можданог крварења. Брзи ЦТ скенирање и друге дијагностичке мере се користе да би се одредио одговарајући третман, који може укључивати и лекове и операцију.
Трахеална интубација је индикована код људи са смањеним нивоом свести или другим ризиком од опструкције дисајних путева.
ИВ течности се дају за одржавање равнотеже течности, користећи изотоничне, а не хипотоничне течности.

### Медикаментна терапија
Један преглед је открио да антихипертензивна терапија за снижавање крвног притиска у акутним фазама изгледа побољшава исходе. Други прегледи су открили нејасну разлику између интензивне и мање интензивне контроле крвног притиска. Смернице Америчког удружења за срце и Америчког удружења за мождани удар из 2015. препоручиле су смањење крвног притиска на СБП од 140 ммХг.
Давање коагулационог фактора VIIa (EC 3.4.21.21 у року од 4 сата ограничава крварење и стварање хематома, али истовремено може да повећа ризик од тромбоемболије. Стога свеукупно давање коагулационог фактора VIIa не резултује бољим исходима код пацијената без хемофилије.
Трансфузије замрзнуте плазме, витамина К, протамина или тромбоцита могу се дати у случају коагулопатије. Међутим, изгледа да тромбоцити погоршавају исходе код оних са спонтаним интрацеребралним крварењем на антитромбоцитним лековима.
Фосфенитоин или други антиконвулзиви се дају у случају епилептичких напада или крварења у лобањи.
Х2 антагонисти или инхибитори протонске пумпе се обично дају да би се спречили стресни чиреви, стање повезано са можданим крварењем.
Донедавно се сматрало да кортикостероиди смањују оток. Међутим, у великим контролисаним студијама, откривено је да кортикостероиди повећавају стопу морталитета и више се не препоручују.

### Хируршка терапија
Хируршка интервенција је неопходна ако је хематом већи од 3 cm, ако постоји структурна васкуларна лезија или лобарно крварење код младог пацијента.
Катетер се може унети у мождану васкулатуру да би се затворили или проширили крвни судови, и избегле инвазивне хируршке процедуре.
Аспирација садржаја применом стереотактичке хирургије или ендоскопском дренажом може се применити код хеморагије базалних ганглија, иако су извештаји о успеху ове методе ограничени.
Може се обавити и краниектомија, у току које се део лобање уклања како би се омогућило проширење простора за мозак који отиче и ограничила његова компресија.

## Прогноза
Ризик од смрти од интрапаренхимског крварења код трауматске повреде мозга је посебно висок када се повреда догоди у можданом стаблу. Интрапаренхимска крварења унутар продужене мождине су скоро увек фатална, јер узрокују оштећење Х кранијалног нерва (нервуса вагуса), који игра важну улогу у регулацији циркулације крви и дисању.
Ова врста крварења се такође може јавити у кортексу (можданој кори) или субкортикалним подручјима, обично у фронталним (ћеоним) или темпоралним (слепоочним) режњевима када је последица повреде главе, али понекад и у малом мозгу.
За спонтано мождано крварење који се види на ЦТ снимку, стопа смртности је 34–50% до 30 дана након повреде, а половина смрти се јавља у прва 2 дана. Иако се већина смртних случајева јавља у првим данима након можданог крварења, преживели имају дугорочно гледано морталитета од 27% у поређењу са општом популацијом.